# TvOS 13
tvOS 13 è la tredicesima versione del sistema operativo per Apple TV sviluppato dalla Apple Inc. È stata presentata durante la Worldwide Developers Conference del giugno 2019. Lo stesso giorno ne è stata pubblicata la prima beta mentre l'arrivo per il pubblico è avvenuto in settembre.